# Brigitte Lück
Brigitte Lück ist eine ehemalige deutsche Handballspielerin. Sie wurde 1971 mit der DDR-Nationalmannschaft Weltmeisterin.

## Vereinskarriere
Brigitte Lück spielte beim SC Empor Rostock in der höchsten Spielklasse der Deutschen Demokratischen Republik, der Oberliga.

## Nationalmannschaft
Für die DDR-Nationalmannschaft nahm sie an der Weltmeisterschaft 1971 in den Niederlanden teil und wurde mit dem Team Weltmeister, wobei sie in keinem Spiel eingesetzt wurde.